# کندی فاکنکور
کندی فاکنکور (انگلیسی: Kennedy Faulknor؛ زادهٔ ۳۰ ژوئن ۱۹۹۹) بازیکن فوتبال اهل کانادا است.
وی همچنین در تیم‌های ملی فوتبال Canada women's national under-15 soccer team, Canada women's national under-17 soccer team، و زنان کانادا بازی کرده‌است.